# Stella und Sam
Stella und Sam ist eine kanadische Zeichentrickserie, die zwischen 2011 und 2013 veröffentlicht wurde.

## Handlung
Die einfallsreiche 9-jährige Stella ist in den Augen des 4-jährigen Bruders Sam ein Star, der das Glück hat, eine große Schwester wie sie zu haben. Stella bezieht Sam nicht nur in all die lustigen Dinge ein, die sie tut, sondern sie weiß alles – oder zumindest scheint es einem 4-Jährigen so – und nutzt ihr Wissen, um ihrem kleinen Bruder dabei zu helfen seine häufigen Erkundungsausflüge. Sam erkundet schnell die Mauern seines Hauses ... solange jemand anderes zuerst geht.
Die Nebenfiguren sind Fred, Felix, Owen und Ivy.